# Catedral de Sant Pere i Sant Pau (Brno)
La Catedral de Sant Pere i Sant Pau es troba en el pujol de Petrov, al centre de la ciutat de Brno, a la República Txeca. És un monument cultural nacional i una de les peces d'arquitectura més importants a la Moràvia Meridional (per exemple, apareixen en les monedes de deu corones txeques). L'interior és d'estil majoritàriament barroc, mentre que les impressionants torres de 84 metres d'altura són d'estil neogòtic i disseny de l'arquitecte August Kirstein el 1905.

## Les campanades de "migdia"
Tradicionalment, les campanes de la catedral sonen a les 11 en comptes de les 12 del migdia. La raó, d'acord amb la llegenda, és que durant la Guerra dels Trenta Anys, els invasors suecs havien promès, durant el setge de Brno, que deixarien l'atac si no havien tingut èxit a prendre la ciutat cap al migdia del 15 d'agost. Durant la batalla en curs, alguns ciutadans astuts van decidir tocar les campanes d'una hora abans d'aquesta data, enganyant als suecs per trencar el cèrcol i sortir amb les mans buides. Brno va ser l'única ciutat que va repel·lir als suecs durant aquesta guerra.